# Stierncrona
Stierncrona var namnet på tre svenska adelsätter varav en med friherrlig värdighet. Den sistnämnda ätten utslocknade på svärdssidan den 30 januari 1927 med friherre David Algernon Stierncrona (1860–1927), och på spinnsidan den 5 augusti 1962 med friherrinnan Louise Stierncrona (1858–1962).

## Personer med efternamnet Stierncrona
- David Stierncrona (1715–1784), kammarherre
- David Stierncrona (1754–1817), hovmarskalk
- David Erik Stierncrona (1820–1900), kammarherre
- David Henrik Stierncrona (1786–1845), kammarherre
- Elisabeth Stierncrona (1714–1769), författare
- Gabriel Stierncrona (1669–1723), justitiekansler
- Mina Stierncrona (1802–1840), hovfröken